# 社会環境科学研究科
社会環境科学研究科（しゃかいかんきょうかがくけんきゅうか）とは、環境学や社会科学について、さらに情報通信分野におけるより高度な研究と教育を目的とし、広島国際大学大学院に設置されている研究科。
同大学大学院では、情報通信学と建築環境学の各専攻が開設されている。 